# Гран-при Бахрейна 2011 года
Гран-при Бахрейна — отменённый этап чемпионата мира Формулы-1 в сезоне 2011 года. Должен был стать первым этапом в сезоне и пройти с 11 по 13 марта, однако из-за беспорядков в Бахрейне организаторы Гран-при приняли решение перенести гонку на 30 октября, и в итоге гонка была вообще отменена.

## Отмена гонки
14 февраля 2011 года в Бахрейне на волне революционных событий в Тунисе и Египте также начались волнения, в результате чего встал вопрос об отмене проведения последних предсезонных тестов и первого этапа чемпионата в Бахрейне по причинам безопасности. По словам Берни Экклстоуна, если до 23 февраля ситуация в стране не стабилизируется, Гран-при придётся отменить. 18 и 19 февраля в Бахрейне должен был пройти этап азиатской серии GP2, однако он был отменен, из-за беспорядков в стране. 20 февраля команды приняли решение отменить предсезонные тесты в Бахрейне.
21 февраля организаторы Гран-при окончательно отменили проведение гонки 13 марта и перенесли её на неопределенную дату из-за непрекращающихся беспорядков в стране.

## Перенос гонки
3 июня FIA приняло решение о переносе гонки на 30 октября. В этот день должна была пройти дебютная гонка в Индии, однако она перенесена на 11 декабря.
15 июня FIA официально подтвердила исключение из календаря 2011 года этапа в Бахрейне, который был возвращён после заседания Всемирного Совета. Организаторы гонки отказались от проведения этапа.